# Granada CF
Granada Club de Fútbol este un club de fotbal din Granada, Spania, care evoluează în Segunda División. Echipa joacă meciurile de acasă pe Estadio Nuevo Los Cármenes. Principalul său acționar este compania chineză Desport, iar președintele său este Jiang Lizhang. Clubul a fost fondat în 1931 sub numele de Club Recreativo Granada. Granada a fost finalista Copa del Rey în 1959 (competiția era cunoscută pe atunci sub numele de Copa del Generalísimo). Clubul a terminat sezonul 2019-20 din La Liga pe locul 7, calificându-se pentru prima sa apariție europeană, în UEFA Europa League, unde a ajuns până în sferturi de finală.

## Palmares
- Segunda División (4): 1940–41, 1956–57, 1967–68, 2022–23
- Segunda División B (3): 1982–83, 1999–00, 2009–10
- Tercera División (3): 1933–34, 2003–04, 2005–06

## Parcurs în cupele europene
| Sezon   | Competiție    | Fază    | Adversar           | Acasă | Deplasare | Total   |
| ------- | ------------- | ------- | ------------------ | ----- | --------- | ------- |
| 2020–21 | Europa League | 2QR     | Teuta              | —     | 4–0       | —       |
| 2020–21 | Europa League | 3QR     | Locomotive Tbilisi | 2−0   | —         | —       |
| 2020–21 | Europa League | PO      | Malmö FF           | —     | 3–1       | —       |
| 2020–21 | Europa League | Grupa E | PSV Eindhoven      | 0–1   | 2–1       | Locul 2 |
| 2020–21 | Europa League | Grupa E | PAOK               | 0–0   | 0–0       | Locul 2 |
| 2020–21 | Europa League | Grupa E | Omonia             | 2–1   | 2–0       | Locul 2 |
| 2020–21 | Europa League | R32     | Napoli             | 2–0   | 1–2       | 3–2     |
| 2020–21 | Europa League | R16     | Molde              | 2–0   | 1–2       | 3–2     |
| 2020–21 | Europa League | QF      | Manchester United  | 0–2   | 0–2       | 0–4     |

## Lotul actual
La 23 iulie 2025. 
| Nr. |           | Poziție | Jucător        |
| --- | --------- | ------- | -------------- |
| 1   | Franța    | P       | Luca Zidane    |
| 2   | Spania    | F       | Pau Casadesús  |
| 3   | Spania    | F       | Pablo Insua    |
| 5   | Spania    | F       | Manu Lama      |
| 7   | Argentina | A       | Lucas Boyé     |
| 8   | Spania    | M       | Pedro Alemañ   |
| 9   | Israel    | A       | Shon Weissman  |
| 10  | Spania    | A       | Stoichkov      |
| 11  | Spania    | A       | José Arnaiz    |
| 14  | Spania    | M       | Manu Trigueros |

| Nr. |         | Poziție | Jucător                                      |
| --- | ------- | ------- | -------------------------------------------- |
| 18  | Camerun | M       | Martin Hongla                                |
| 20  | Spania  | M       | Sergio Ruiz                                  |
| 21  | Spania  | A       | Pablo Sáenz                                  |
| 22  | Senegal | F       | Baïla Diallo                                 |
| 24  | Spania  | F       | Loïc Williams                                |
| 26  | Spania  | A       | Sergio Rodelas                               |
| 28  | Ghana   | F       | Oscar Naasei Oppong                          |
|     | Spania  | P       | Ander Astralaga (împrumutat de la Barcelona) |
|     | Senegal | A       | Souleymane Faye                              |